# Nijni
Nijni - Нижний (rus) - és un khútor del krai de Krasnodar, a Rússia. Es troba a la vora esquerra del riu Kirpili. És a 18 km al sud-oest de Korenovsk i a 43 km al nord-est de Krasnodar.
Pertany a l'stanitsa de Serguíievskaia.